# 宇宙円盤大戦争
『宇宙円盤大戦争』（うちゅうえんばんだいせんそう 英文：Great Battles Of Flying Saucers）は、1975年7月26日に東映まんがまつりの一編として公開された、東映動画製作の30分の短編劇場用ロボットアニメ。もともとの企画は当時のUFOブームがキッカケとなっている。
原作としてクレジットされているダイナミックプロは、東映動画からの要請で企画の途中から参画し、基本設定やプロットの洗い直しとキャラクターデザインを担当した。メカデザインにも多くのアイディアを提供しているが、UFOロボットなどの円盤類は初期のコンセプトデザインを担当した小林檀のデザインがベースとなっており、ガッタイガーやその他のメインメカも美術設定の辻忠直によるデザインとなっている。
同年10月から放送が始まったテレビアニメ『UFOロボ グレンダイザー』のパイロットフィルムの役割を果たしており、『グレンダイザー』第72話は本作のストーリーのリメイクとなっている。

## ストーリー
ヤーバン帝国に故郷・フリード星を滅ぼされたデュークフリード王子は、フリード星の科学の粋を集めた超兵器・ガッタイガーで宇宙へと脱出した。ヤーバン軍の追撃を逃れて地球にたどりついたデュークフリードは、宇門宇宙科学研究所の宇門源蔵所長に助けられ、地球人・宇門大介として平和に暮らしていた。しかし、全宇宙征服のためにガッタイガーを欲していたヤーバン軍の捜索の魔の手はついに地球にも及び、地球各地は円盤部隊による攻撃にさらされる。一方、ガッタイガーの引き渡しを要求するヤーバン軍の総司令官であるテロンナ王女はデュークフリードの幼馴染みであり、本心ではデュークフリードを連れ帰って昔のように仲睦まじくくらすことこそ総てであった。デュークフリードは苦悩した末に、地球人・宇門大介としての平和な生活に戻れない事を承知で、地球を護るためガッタイガーに乗り込んでヤーバン軍に立ち向かう。

## 登場人物

### 地球
デュークフリード / 宇門大介声 - ささきいさお
フリード星の王子であり、ガッタイガーの操縦者。ヤーバン大王軍に故郷・フリード星を滅ぼされ、傷つき地球に逃げ延びたところを宇門源蔵に保護されて、源蔵の息子「宇門大介」として暮らしていた。当初、フリード星人ではなく地球人として暮らしたいがため、そしてテロンナと争いたくないのを理由に、デュークフリードとなってガッタイガーで戦うことを拒絶していた。また、常人ではなく、テレパシーを使える超能力者でもある。
牧野ひかる声 - 松島みのり
デュークが宇門大介として身を寄せている牧野牧場の娘。お転婆で勝気な性格のため、大介からは「じゃじゃ馬のトンガリ娘」だの「オカチメンコ」だのと呼ばれて喧嘩が絶えないが、実はその大介に密かに思いを寄せている。デュークとの関係を疑ったテロンナによって、マシンパンサーに襲われ危険にさらされる。
牧野吾郎声 - 清水マリ
ひかるの弟。
牧野幸造声 - 大竹宏
ひかると吾郎の父。牧野牧場の経営主だが大のUFOマニアで、仕事そっちのけでUFOの写真を撮ろうと、日々カメラを手に山野をうろついたりしては娘のひかるに小言を言われている。
宇門源蔵声 - 久松保夫
宇門宇宙科学研究所所長。フリード星から逃げ延びたデュークを保護し、自分の息子として見守っている。
研究所所員声 - 山田俊司、緒方賢一

### ヤーバン
王女テロンナ声 - 小原乃梨子
ヤーバン大王の娘にして、デュークと共に育った幼馴染み。劇中でははっきりとは語られないが、かつては恋人でもあったらしい。デュークならびにガッタイガー探索部隊の総司令官を任されて、地球にやってくる。
姿はロングの金髪縦ロールで、アイシャドウが濃い。デュークから贈られた宝玉を連ねたチェーン状の髪飾りを身に付けている。ボディガード兼ペットのマシンパンサーを連れ、専用円盤テロンバーンに乗る。
デューク同様、衛星軌道から地球全体にテレパシーによるメッセージを発信可能な、凄まじく強力なエスパーである。
ブラッキー隊長声 - 内海賢二
王女テロンナの側近。ひげ面、スキンヘッドの大男。デューク（ガッタイガー）捜索のためであれば、地球を破滅させることも厭わない武闘派。
ヤーバン兵士
ブラッキーの部下。全身ボディスーツ姿で素顔は見せない。光線銃などで武装している。
ヤーバン大王
ヤーバン星の支配者。閻魔大王の様な姿をした赤ら顔の巨漢。劇中では回想シーンに二度現れるだけで声はない。フリード星とは当初、友好関係を結んでいたと思われるが、全宇宙の支配をもくろんでフリード星を滅ぼし、ガッタイガーを手に入れようとする。実の娘とデュークの間柄についてどう思っていたのかなど、劇中ではいっさい語られておらず不明。
予告編ナレーター声 - 山田俊司

## 登場メカニック

### ガッタイガー
円盤型メカ・スペイザーに巨大ロボット・ロボイザーが合体してガッタイガーとなる。全長26メートル、全幅20メートル。光量子エンジンを積み、光量子エネルギーで動く。ヤーバン軍がその奪取を狙う、フリード星の科学の結晶である超兵器。5年前に地獄谷に不時着して後、地中深くに封印されていた。円盤部隊を単機で殲滅できるほどの高い戦闘力を誇る。
円盤とロボットが合体するというコンセプトは後の「グレンダイザー」と同様だが、デザインは大きく異なる。合体コードは「ギャザー、ガッタイガー!」。ロボイザーが分離する時のコードは、「ブレイクアップ、ロボイザー!」。
ガッタイガーには、次の4大兵装がある。なお、ロボイザーは130万馬力の怪力を誇るが、武器の有無は不明。
1. ニードルシャワー
機体上面前部のスリットから無数の針状の光線[9][11]を発射して、敵を貫く。
2. スパイカースピン
ガッタイガーの外周から鋸刃（スパイク[10]）を出し、さながら機体全体を回転ノコギリと化して体当たりで敵を切り裂く[注釈 7]。松本めぐむによるコミカライズ[13]では、周囲から鋸を出す際に機首（ロボイザーの腕）を引っ込めている[14]が、アニメ本編ではそのようなことは無い。
3. スペースサンダー
外周前方下部の左右4門（計8門）の発射口から放つ破壊光線。松本めぐむによるコミカライズ[13]では、ガッタイガー状態のロボイザーの両目から発射されるビームとなっている[15]。
4. サンダーフォーカス
左右計8門から発射されたスペースサンダーを一条に収束させて、破壊力を増した光線。クインバーンにとどめを刺した。

### スターカー
ガッタイガーの操縦キーにして、大介がデュークフリードの姿へと戻るための変身アイテム。当時発売されたミニカードには“フォトンエネルギー発射装置である”との説明がある。中央部まで被っているキャップを捻ることでガッタイガーを起動させ（起動コールは「ガッタイガー、ゴー!」）、遠隔操作で呼び寄せることができるほか、ロボイザーのコクピットにセットすると始動キーにもなる。またそのキャップを捻って引き抜くことによって、大介は戦闘コスチュームのデュークフリードへと変身できる（抜いた後のキャップをどうしているのかは描写が無い）。なお松本めぐむによるコミカライズでは、キャップから引き抜くのではなく2分割することによって変身しており、変身完了後はまた元通りにくっ付けて使用する様子が描かれている。
スターカーは武器としての機能も持っており、次の2つの装備がある。
1. スターカー・フルーレ
先端を長く伸ばして、サーベルに変形する。マシンパンサーをこれで撃破した。
2. スターク・フラッシュ
先端から発射する1万度の光線[17]。ヤーバン兵士に対して使用。

### ヤーバン軍団のメカニック
クインバーン
ヤーバン軍団ガッタイガー探索部隊の旗艦であり、全幅80メートルの大型円盤。各種円盤を搭載し、ビーム砲（ヤーバン熱線ミサイル）など様々な武器を装備する。船内にはテロンナの居室も設けてある。
ヤーバン熱線ミサイル
クインバーンに搭載されたヤーバン軍の最新兵器。ブラッキー曰く、命中すれば「ガッタイガーも一発」で倒せる自慢の兵器だったが、発砲をテロンナに妨害されたうえに破壊までされてしまう。単裝のビーム砲座のような形をしており、実際、発射されるのもミサイルではなくビームであるが、何故か名称は熱線ミサイルである。
核爆発誘発装置
クインバーンに搭載されている究極兵器。地球上のあらゆる核兵器を遠隔操作して、一斉に爆発させる事ができる。追い詰められたブラッキーは最後の手段として、これを発動して地球を滅ぼそうとしたが、間一髪ガッタイガーのスパイカースピンがクインバーンに炸裂し、不発に終わる。
テロンバーン
テロンナ専用の小型円盤。武装として機首から発射する熱線ビームを備えている。テロンナはマシンパンサーと共にこれに乗り、牧野牧場を訪れてひかるを人質にし、ガッタイガーを要求した。その後、ヤーバン熱線ミサイルからガッタイガーを庇って被弾し、墜落・大破している。
マシンパンサー
テロンナの護衛兼ペットの黒豹型ロボット。両目から破壊光線を発射する。変身したデュークに襲いかかるが、スターカー・フルーレで口を貫かれて爆発四散する。
UFOコマンド
魚の頭のような形をした灰色の小型円盤。大きく下顎が開いた口から発射されるミサイルが武器。世界各都市を襲い、ガッタイガーとも空中戦を繰り広げる。
UFOロボット
戦車モードや四つ足怪獣モードに変形できる、緑色の円盤。カッター状の投射兵器や物体消滅光線を装備しており、戦闘機を真っ二つにしたり、世界各地の建造物を消滅させて行った。怪獣ロボット形態は全長50メートルで、口から6万度の炎を吐く。チェーンでガッタイガーを捕らえるが難なく切断・脱出され、なおも変形してロボイザーに立ち向かったものの、その圧倒的なパワーの前に引きちぎられたり、投げ飛ばされたりして次々と破壊される。

### 地球側メカニック
大介のバイク
大介が使う大型自動二輪。ひかるを同乗させた他、ガッタイガーの隠し場所やクインバーンへ赴く際にも使われた。
トラクター
牧野幸造操る、牧場のトラクター。干し草を運んでいた。
F-4ファントム、Mig-21、ミラージュIII、F-104 (戦闘機)、三菱F-1
地球各国のジェット戦闘機。ヤーバンの侵略に立ち向かうが、ミサイルを命中させても歯が立たずに全滅した。

## スタッフ
- 企画 - 有賀健、勝田稔男
- 原案 - サクール・バーン[注釈 1]
  - サクール・バーンは鳥海尽三の別名とされる[19]。松本めぐむによるコミカライズでは「サクール=バーン」と表記されている[13][20][21]。
  - “サクール・バーンは鳥海尽三、陶山智、酒井あきよしの共同ペンネーム”と説明する資料もある[22]。この三名は後の1977年12月に鳥海を代表に据えて「鳥プロ」を立ち上げ、『宇宙魔神ダイケンゴー』を制作している[23][24]。
  - なお、他にサクール=バーンの名称が確認できるものとして、上述の松本めぐむによるコミカライズが掲載された講談社『テレビマガジン 』8月号増刊[13]の次号である、『テレビマガジン』1月号増刊に掲載された漫画『ミクロマン』第1回[25]にも、“原作／サクール=バーン”との記載がある[注釈 10]。ただし第2回[27]以降は原作が響わたる[注釈 11]名義となり、さらなる後には“原作／響わたる（鳥プロ）”と表記されるようになる[31][注釈 12]。
- 原作 - 永井豪とダイナミック・プロ[2]
- 脚本 - 上原正三
- 音楽 - 菊池俊輔
- 作画監督 - 飯野皓
- 美術設定 - 辻忠直
- 美術 - 内川文広
- 演出 - 芹川有吾
- 原画 - 奥山玲子、阿部 隆、木野達司、的場茂夫、金山道弘、森英樹、広田全、田村晴夫、小泉謙三、若林哲弘、多一弘
- 動画 - 坂野隆雄、小林敏明、服部照夫、石山毬緒、薄田嘉信、金山圭子、山田みよ、長沼寿美子、鈴木英二、昆進之介、東海林武、松村啓子
- 撮影 - 清水政夫、武井利晴
- 背景 - 勝又激、襟立知子、下川忠海
- 美術進行 - 阿久津文雄
- 演出助手 - 小湊洋市
- 進行主任 - 三沢徹夫
- トレース - 谷口恭子、坂野園江
- 色彩 - 増川千鶴子、関口好子
- ゼログラフ - 高橋章
- 検査 - 小椋正豊、森田博
- 特殊効果 - 佐藤章二、堰合昇
- 仕上進行 - 平賀豊彦
- 編集 - 井関保雄
- 録音 - 神原広巳
- 記録 - 黒石陽子
- 録音スタジオ - タバック
- 音響効果 - E&Mプランニングセンター
- 現像 - 東映化学

## 主題歌
主題歌「戦え! 宇宙の王者」
作詞 - 保富康午 / 作曲 - 菊池俊輔 / 編曲 - 森岡賢一郎 / 歌 - ささきいさお、こおろぎ'73
映画のオープニング主題歌。後にこの歌の歌詞の一部を変えた（打ち出せ → 切り裂け、ニードルシャワー → ダブルハーケン、「ギャザー、ガッタイガー!」 → 「グレンダイザー、ゴー!」など、なお1・2番の後半に使用された台詞「ロボイザー、ゴー!」と「スペイザー、ゴー!」の掛け声は流用されずカットされた）ものが、TVアニメ『UFOロボ グレンダイザー』のエンディングテーマ「宇宙の王者グレンダイザー」として使用された。
副主題歌「もえる愛の星」
作詞 - 保富康午 / 作曲 - 菊池俊輔 /  編曲 - 森岡賢一郎 / 歌 - ささきいさお、コーポレーション3
映画のエンディングに挿入された。「戦え! 宇宙の王者」と同じく『UFOロボ グレンダイザー』の挿入歌「ちいさな愛の歌」に改変されるが、こちらは歌い手がささきから堀江美都子に、また歌詞も全面的に変更されている。なお『グレンダイザー』の最終回ではこの「もえる愛の星」もそのまま使用されており、本作同様にラストシーンを締めくくった。

## コミカライズ
- 講談社『テレビマガジン』 1975年7月号-8月号連載、前後編の絵物語風漫画（前編8頁[34]、後編16頁[35]）、松本めぐむ。
- 講談社『テレビマガジン』8月号増刊「人気まんが7大ヒーロー大行進ジャンボ号」、読み切り71頁、 松本めぐむ。[13]
- 秋田書店『冒険王』1975年夏休み大増刊号掲載、読み切り40頁、新宅よしみつ
- 講談社『たのしい幼稚園 』1975年8月号、読み切り5頁、 秋本シゲル。

2022年9月現在、いずれも当時の掲載のみで単行本には収録されていない。

## 映像ソフト
初商品化は東映ビデオから『劇場版マジンガーシリーズ 3』として『グレートマジンガー対ゲッターロボG 空中大激突』『UFOロボ グレンダイザー対グレートマジンガー』とのセットでビデオカセットテープ (βII/VHS)が発売された。LDの劇場版マジンガーシリーズには収録されなかったが、その後DVD『マジンガー the MOVIE 永井豪スーパーロボットBOX』やBlu-ray BOXに収録された。

## 豆知識
- スぺイザーとセットであるポピニカ『UFOロボ グレンダイザー』、ならびにDX超合金『UFOロボ グレンダイザー』のパッケージでは、グレンダイザーのことを「ロボイザー」とも記載していた。
- 大介役のささきはTVアニメ『UFOロボ グレンダイザー』でも大介を演じる予定だったが、多忙のため出来ず、富山敬が担当する事になった。[要出典]
- 牧野牧場の所在地は、脚本の上原が沖縄出身であり、北海道に強い憧れを抱いていたことから北海道である[要出典]が、TVアニメ『UFOロボ グレンダイザー』におけるシラカバ牧場は、八ヶ岳付近[注釈 14]である[注釈 15]。